# Liisagu järv
Liisagu järv (est. Liisagu järv) – jezioro w gminie Mustjala w prowincji Saare w Estonii. Położone jest na północ od miejscowości Rahtla. Wchodzi w skład rezerwatu Koorunõmme looduskaitseala. Ma powierzchnię 5,9 hektara, maksymalną głębokość 0,5 m. Znajduje się na nim dwie wysepki o powierzchni 0,2 ha.
Brzegi jeziora są zarośnięte pasem bagiennych łąk otoczonych lasem sosnowym. Około 2 km na południowy zachód sąsiadują z nim trzy niewielki jeziora Ruusmetsa järv, Linajärv i Rahtla Kivijärv. Nieco dalej, bardziej na zachód znajduje się jezioro Kooru järv.